# Лихослављ
Лихослављ (рус. Лихославль) град је на северозападу европског дела Руске Федерације и административни центар Лихослављанског рејона смештеног у централном делу Тверске области.
Према проценама националне статистичке службе, у граду је 2014. живело 12.078 становника.

## Географија
Град Лихослављ налази се у централном делу Тверске области, на пола пута између Твера (од којег је удаљен око 41 километар у смеру северозапада) и Вишњег Волочока. Важна је железничка станица на железничкој линији која повезује градове Москву и Санкт Петербург.
Кроз јужни део града протиче речица Черемушка која се на југоистоку улива у вештачко Лихослављанско језеро саграђено 1906. године.

## Историја
На месту данашњег града постојало је насеље Осташково које се у писаним изворима први пут помиње још 1624. године као феудални посед без цркве. Насеље под именом Лихослављ први пут се у писаним изворима помиње тек 1816. године као очевина капетана Ивана Ивановича Сулина. Према истом спису у насељу је у то време живело 18 сељака и 23 најамних радника. На једној мапи Тверске губерније из 1848. на обалама реке Лихославке (притоке реке Каве) уцртано је насеље Лихослављ.
Насеље Осташково постаје важним железничким раскршћем након проласка Николајевске железнице кроз то подручје 1870. године. Исте године у рад је пуштена и деоница пруге ка Торжоку.
Према подацима сверуског пописа из 1896. у Лихослављу је тада живело 228 становника. Осташковска станица је 1907. преименова у Лихослављ, а исте године у насељу је регистровано 209 домаћинстава.
Административни статус града Лихослављ добија 1925. године, а у периоду између 1937. и 1939. град је био седиште Карелског националног округа.
Од 1997. Лихослављ се сматра културним центром тверских Карела.

## Демографија
Према подацима са пописа становништва 2010. у граду је живело 12.257 становника, док је према проценама за 2014. град имао 12.078 становника.
| 1939. | 1959. | 1970.  | 1979.  | 1989.  | 2002.  | 2010.  | 2014.   |
| ----- | ----- | ------ | ------ | ------ | ------ | ------ | ------- |
| 7,666 | 9,470 | 11,709 | 12,832 | 13,449 | 12,515 | 12,257 | 12,078* |

* Према процени националне статистичке службе Русије